# アルフレッド・フィリー
アルフレッド・フィリー（Alfred Maimane Phiri、1974年6月22日 - ）は、南アフリカの元サッカー選手。元南アフリカ代表。ポジションはミッドフィールダー。

## 来歴
1998年5月に南アフリカ代表デビュー。翌月の1998 FIFAワールドカップにも1試合に出場した。2006年までに13試合に出場、2得点をあげた。

## 代表歴

### 出場大会
- 南アフリカ代表
  - 1998 FIFAワールドカップ

### 試合数
- 国際Aマッチ 13試合 2得点（1998年-2006年）[1]

| 南アフリカ代表 | 国際Aマッチ | 国際Aマッチ |
| 年             | 出場        | 得点        |
| -------------- | ----------- | ----------- |
| 1998           | 3           | 0           |
| 1999           | 2           | 1           |
| 2000           | 1           | 0           |
| 2001           | 4           | 1           |
| 2002           | 0           | 0           |
| 2003           | 0           | 0           |
| 2004           | 0           | 0           |
| 2005           | 1           | 0           |
| 2006           | 2           | 0           |
| 通算           | 13          | 2           |